# Calistrat Cuțov
Calistrat Ilie Cuțov (Smârdan, 10 ottobre 1948 – Bucarest, 19 marzo 2025) è stato un pugile rumeno.

## Palmarès

### Olimpiadi
- 1 medaglia:
  - 1 bronzo (Città del Messico 1968 nei -60 kg)

### Europei dilettanti
- 3 medaglie:
  - 1 oro (Bucarest 1969 nei -60 kg)
  - 1 argento (Madrid 1971 nei -63,5 kg)
  - 1 bronzo (Halle 1977 nei -63,5 kg)